# Alnus peculiaris
Alnus peculiaris là một loài thực vật có hoa trong họ Betulaceae. Loài này được Hiyama mô tả khoa học đầu tiên năm 1962.